# Funhunt: Live at CBGB’s & Max’s
Funhunt: Live at CBGB’s & Max’s – koncertowy album zespołu Richard Hell and the Voidoids, wydany w 1990 roku przez wytwórnię Red Star Records.

## Lista utworów
1. "Love Comes in Spurts" – 2:13
2. "I'm Free" – 4:45
3. "Funhunt" – 4:41
4. "Lowest Common Dominator" – 2:16
5. "Staring in Her Eyes" – 4:31
6. "You Gotta Lose" – 3:44
7. "Crosstown Traffic" – 3:07
8. "Liars Beware" – 3:13
9. "Don't Die" – 2:59
10. "Ignore That Door" – 3:32
11. "Walking on the Water" – 3:05
12. "Ventilator Blues" – 4:04
13. "Blank Generation" – 3:58
14. "I Wanna Be Your Dog" – 8:00
15. "Hell Has Left the Building" – 3:56

- Utwory 1, 3, 6–10 nagrano 22 czerwca 1979 w klubie "CBGB" (Nowy Jork)
- Utwory 2, 11–14 nagrano 30 czerwca 1978 w klubie "Max’s Kansas City" (Nowy Jork)
- Utwory 5, 15 nagrano 18 sierpnia 1978 w klubie "Max’s Kansas City" (Nowy Jork)
- Utwór 4 nagrano w marcu 1985 w "Mabuhay Gardens" (San Francisco)

## Skład
- Richard Hell – wokal
- Ivan Julian – gitara (1, 3, 6–10)
- Robert Quine – gitara (1–3, 5–15)
- Jerry Antonius – gitara basowa (2, 5, 11–15)
- John Xavier – gitara basowa (1, 3, 6–10)
- Frank Mauro – perkusja (2, 5, 11–15)
- James Morrison – perkusja (1, 3, 6–10)
- Jody Harris – gitara (4)
- Ted Horowitz – gitara basowa (4)
- Anton Fier – perkusja (4)